# Museo Subacuático de Arte

El Coleccionista de Sueños, del artista Jason deCaires Taylor.

El Museo Subacuático de Arte o MUSA es un museo ubicado bajo las aguas del mar Caribe mexicano, en las aguas que rodean Cancún, Isla Mujeres y Punta Nizuc. Fue fundado en 2009 por el Dr. Jaime González Cano, en ese entonces, director del parque nacional Costa Occidental de Isla Mujeres, Punta Cancún y Punta Nizuc; Roberto Díaz Abraham, en ese año presidente de Asociados Náuticos de Cancún (ANC); y el artista británico Jason deCaires Taylor, artista principal en la historia del museo, con casi medio millar de esculturas figurativas de escala natural. El museo se inauguró oficialmente en noviembre de 2010, durante la celebración del COP 16. En la actualidad Musa es una de las mayores y más ambiciosas atracciones submarinas del mundo. A partir del año 2013 salió el artista inglés de Musa, por el retiro de apoyos económicos por parte del Gobierno Federal. Ésta fue la primera crisis del museo, ya que además, el museo dejó de contar con la bodega taller en Puerto Morelos. Con una media de 400,000 visitantes cada año, ha contribuido con más de 36 millones de dólares anuales al turismo de la localidad de Cancún.

## Historia, concepto y objetivo

Imagen subacutica del museo

MUSA es una organización sin ánimo de lucro que tiene como objetivo fundamental, reducir el número de visitantes a los corales naturales, ya que casi un millón de personas visitan las áreas cada año. El museo submarino configura una compleja estructura de arrecifes artificiales que persigue conservar los recursos marinos naturales de Quintana Roo. A modo de plataforma de arte dinámica, busca atraer al turismo visitante para sensibilizarlo con la conservación medioambiental y disuadirlo de visitar los arrecifes naturales en deterioro del área natural protegida parque nacional Costa Occidental de Isla Mujeres, Punta Cancún y Punta Nizuc. Con más de 750,000 visitantes anuales, este parque natural es una de las zonas marinas más visitadas del mundo y ello está afectando negativamente a la salud de sus arrecifes. 
Jaime González Cano, entonces director del área natural protegida, invitó a principios de 2008, a Roberto Díaz Abraham, presidente de Asociados Náuticos de Cancún, a que visitara los arrecifes artificiales (reef balls) que el parque marino había ubicado desde 2004 e implantado en los mismos corales fracturados que poco a poco irían poblando las estructuras. A él Mtro. Roberto Díaz Abraham, no le gustó su propuesta y se opuso a llevar turismo a un lugar sin mérito plástico ni interesante a la vista. Ante este disgusto, Jaime contactó a Todd Barber (Creador de los Reef Balls) para comunicarle el desagrado de los Náuticos. Él fue quien  le comentó a González Cano que contactara a Jason deCaires Taylor. La idea era que  además de fomentar la regeneración de los arrecifes, aportara atractivo estético a la zona. De ahí que propuso a Roberto invitar a Jason para ver si existía la posibilidad de que elaborará el diseño y la ejecución de una macro-instalación escultórica submarina que cumpliera con ambas funciones, belleza artística y efectividad en la regeneración de arrecifes. En abril de 2008 González Cano, Díaz Abraham y deCaires Taylor comenzaron a trabajar conjuntamente en pro del arte y la naturaleza. Gracias a este acuerdo nace el Museo Subacuático de Arte (MUSA) bajo el lema “El arte de la conservación”. 
MUSA continúa favoreciendo la colonización de la vida marina, al tiempo que aumenta la biomasa a gran escala y alivia la presión ejercida sobre los arrecifes naturales del parque nacional Marino, ofreciendo a los turistas un lugar alternativo para visitar dentro de la misma área natural protegida. 
El museo se divide en tres  galerías denominadas Salón Manchones, Salón Nizuc y Salón Punta Sam. El primero está ubicado a ocho metros de profundidad, adecuado tanto para buceadores como para nadadores, el segundo, situado a cuatro metros de profundidad, sólo es apto para snorkel, así como el tercero.

## Las obras
Debido a la apropiación y metamorfosis que la vida marina hace de la obra escultórica, podría considerarse como una cocreación entre el humano y la naturaleza. A medida que las esculturas inertes van cobrando vida bajo el mar, su aspecto estético va mutando y las referencias humanas se van desdibujando colonizadas por vivaces arrecifes coralinos.
Las esculturas ocupan una superficie de 420 m² de sustrato estéril y alcanzan un peso de más de 200 toneladas, siendo conceptualizadas ecológicamente desde todos sus ámbitos con el fin de promover la vida coralina: los materiales con que se realizan, la implantación de estas mismas en el fondo del mar y el modo en que se invita a los visitantes a recorrer el museo.
- Materiales: Según investigaciones oceanográficas, solamente entre el 10 y el 15% del lecho marino tiene el sustrato suficiente para que el arrecife se regenere de forma natural. Por ello, MUSA ha contado con un grupo especializado de biólogos marinos para examinar los materiales ecológicos que promovieran activamente el crecimiento del coral: las propiedades inactivas de un pH neutro capaz de perdurar cientos de años bajo el mar.
- Implantación: Para evitar que las esculturas fueran invasivas con las poblaciones del lecho marino, sus estructuras fueron diseñadas específicamente para acoger flora y fauna, a través de la perforación de variados tamaños y formas de orificios que atraen distintos tipos de peces: en las aberturas planas suelen habitar crustáceos (cangrejos, langostas, camarones) mientras que las cavidades más pequeñas suelen ser refugio de coloridos peces minúsculos.[1]
- Recorrido del museo: El museo está diseñado para ser visitado desde las profundidades del mar, mediante buceo, o desde su superficie, con snorkel o barcos de cubierta de cristal. Si se opta por sumergirse en el mar, el visitante puede contemplar las esculturas en su verdadero entorno y apreciar su magnificencia bajo los efectos de la ingravidez, las alteraciones de color, luz, y sonido.

Institucionalización del Museo
Beneficios

## Los artistas
Jason Decaires Taylor, artista y fundador del museo, es un escultor y fotógrafo británico nacido en 1974, conocido por su singular obra artística submarina. Desde su temprana infancia disfrutaba la exploración de los arrecifes de coral en Malasia y es por ello que su vocación va orientada hacia el arte ecológico y la exploración estética que halla en las entrañas del mar.
Se graduó en 1998  en el Instituto de Artes de Londres, con honores en escultura. Los 17 años de experiencia en buceo le brindaron la capacidad de transportar su trabajo a un medio en el cual el arte no se había llegado a proponer. Taylor defiende la idea de un arte sostenible y tanto los materiales como su conceptualización apoyan este ideal.
MUSA no es su primer proyecto bajo el mar. Anteriormente en Grenada en el año 2006, Taylor creó el primer parque subacuático ubicado en esta isla del Caribe. Además de ello es reconocido por la calidad artística de las fotografías que toma de sus obras. Su colección en Musa suma 484 esculturas, agrupadas en las siguientes instalaciones: 
- Resurrection/ Resurrección  (2013)
- The Anchors/ Las Anclas (2013)
- The Speaker/ El Orador (2013)
- No turning Back/ Sin Vuelta Atrás (2013)
- Vein Man/ Hombre Vena (2013)
- Reclamation/ Recuperación (2012)
- The Last Supper/ La Última Cena (2012)
- The Listener/ El Oyente (2012)
- Holy Man / Hombre Santo (2011)
- Time Bomb (fuse)/ Bomba de Tiempo (mecha) (2011)
- Time Bomb (mine)/ Bomba de Tiempo (mina) (2011)
- Void/ Vacío (2011)
- Inertia/ Inercia (2011)
- Inheritance/ Herencia (2011)
- The Gardener/ La Jardinera (2009)
- The Bankers/ Los Banqueros (2012)
- Urban Reef/ Arrecife Urbano (2012)
- Anthropocene/ Antropoceno (2011)
- The Silent Evolution/ La Evolución Silenciosa (2012)
- Man on Fire/ Hombre en Llamas (2009)
- The Dream Collector/ El Coleccionsita de Sueños (2009)

Otros artistas mexicanos han participado en la creación de obras subacuáticas así como en la creación de este museo único: la artista Karen Salinas cuenta con 3 obras tiuladas "Sea Scapes"; el artista Rodrigo Quiñones con 5 estructuras denominadas "Biomapa"; del actual presidente y fundador del Museo, Roberto Díaz, se muestra en el salón Nizuc una escultura titulada "La Musa del Océano" y, por último, del artista Salvador Quiroz se exhibe una obra denominada "Bacab", que describe como una tortuga contemporánea.
- Karen Salinas, Sea Scapes (2011)
- Rodrigo Quiñones, Biomapa (2011)
- Roberto Díaz, La Musa del Océano (2011)
- Salvador Quiroz, Bacab (2011)

Durante 2015, MUSA incorporó varias obras del extraordinario artista plástico Cubano Elier Amado Gil en el salón Nizuc, Entendimiento, Umbral, Sin nombre, y Rompehielos. Roberto Díaz introdujo su segunda escultura llamada Diego, por ser este personaje su primer nieto.
El Salón Punta Sam, se inauguró con seis manos gigantes en forma de Bendiciones, un círculo de Cancún para el Mundo. Obra de Elier Amado Gil. Asimismo, el museo colocó tres nuevas piezas llamadas Vestgios, también del extraordinario artista Cubano, Elier Amado Gil.
Salon Nizuc
- Entendimiento  (2015)
- Umbral (2015)
- Rompe hielos (2015)
- hombre sin nombre (2015)
Salon Punta Sam
- Bendiciones (2015)
- Vestigios (2015)